# ロヴァニエミ空港
ロヴァニエミ空港（ロヴァニエミくうこう、フィンランド語: Rovaniemen lentoasema、英語: Rovaniemi Airport）は、フィンランド北部のラッピ県のロヴァニエミのにある空港。IATAコードはRVN。ロヴァニエミ中心部から約10kmの場所に位置しており、サンタクロース村からわずか2〜3kmの距離にある。
フィンランド空軍のロヴァニエミ空軍基地と滑走路を共用しており、F/A-18C/Dを運用する第11飛行隊が所在している。

## 概要
ロヴァニエミ空港に訪れるイギリスや他のヨーロッパ諸国からのチャーター便のピークシーズンは、毎年11月末から1月中旬であり、フィンランドではヘルシンキ国際空港・オウル空港に次いで3番目に多い利用客数を誇る。北極圏が近く、滑走路の北端を横切っている。

## 歴史

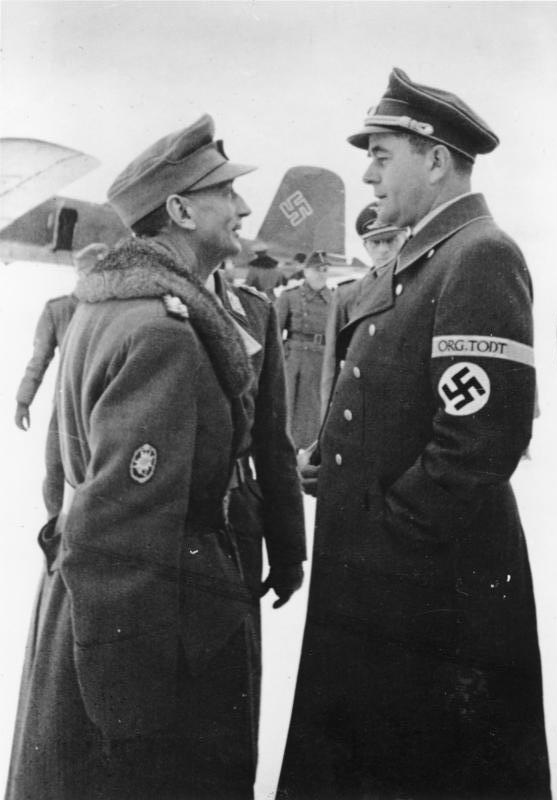
1944年冬、ロヴァニエミ空港にいるエデュアルド・ディートルとアルベルト・シュペーア

ロヴァニエミ空港の建設計画は1939年に始まり、1940年6月21日に開港。芝生で作られた2本の滑走路から運行が開始され、同年にフィンエアーの前身となるアエロ・オイがロヴァニエミ空港を含む路線を就航。ヘルシンキからペツァモまでの経由地の1つとなった。
継続戦争中にはドイツ空軍の基地および補給センターとして機能したのち、1948年に再建工事が始動。同年6月に、アエロ・オイはヘルシンキからヴァーサおよびケミを経由地とするロヴァニエミ線を就航し、1951年の夏からはロヴァニエミへ1年を通しての定期的な運航を開始した。
1961年にはフィンランド北部の地域航空交通管制がケミからロヴァニエミに移転し、1974年にはフィンランド空軍のラップランド航空団がロヴァニエミ空港に拠点を移動。1981年には滑走路が全長3,000メートルに延長された。
2019年11月、クリスマスシーズンにおいて発生する混雑への対処と、同空港を含むラップランドに位置する空港の年間200万人の利用客数の目標を達成するためにターミナルビルの拡張工事が行われ、これによって旅客スペースの面積が 6,000平方メートルから約10,500平方メートルに拡張された。しかし、2020年5月に発生したコロナウイルスのパンデミックの結果、利用客数は以前の661,124人から僅か2,819人に減少。パンデミックの収束後は徐々に利用客数を取り戻し、2023年時点には735,078人となるまでに回復した。

## 施設
ロヴァニエミ空港には7つの主要なサービスが存在しており、無料Wi-Fiや郵便ポストといった設備が整えられている。

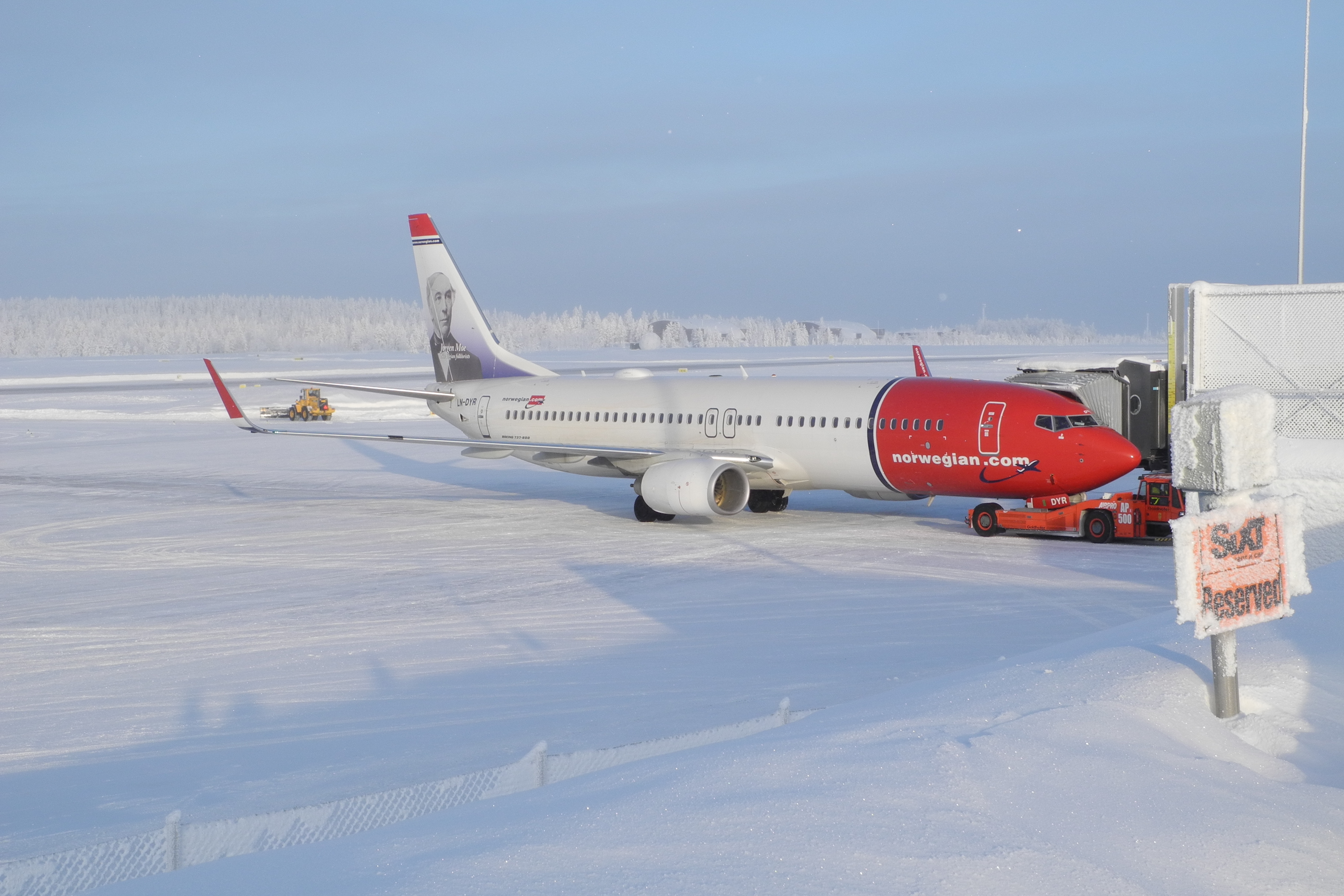
ロヴァニエミ空港に駐機するノルウェー・エアシャトル737-8JP機
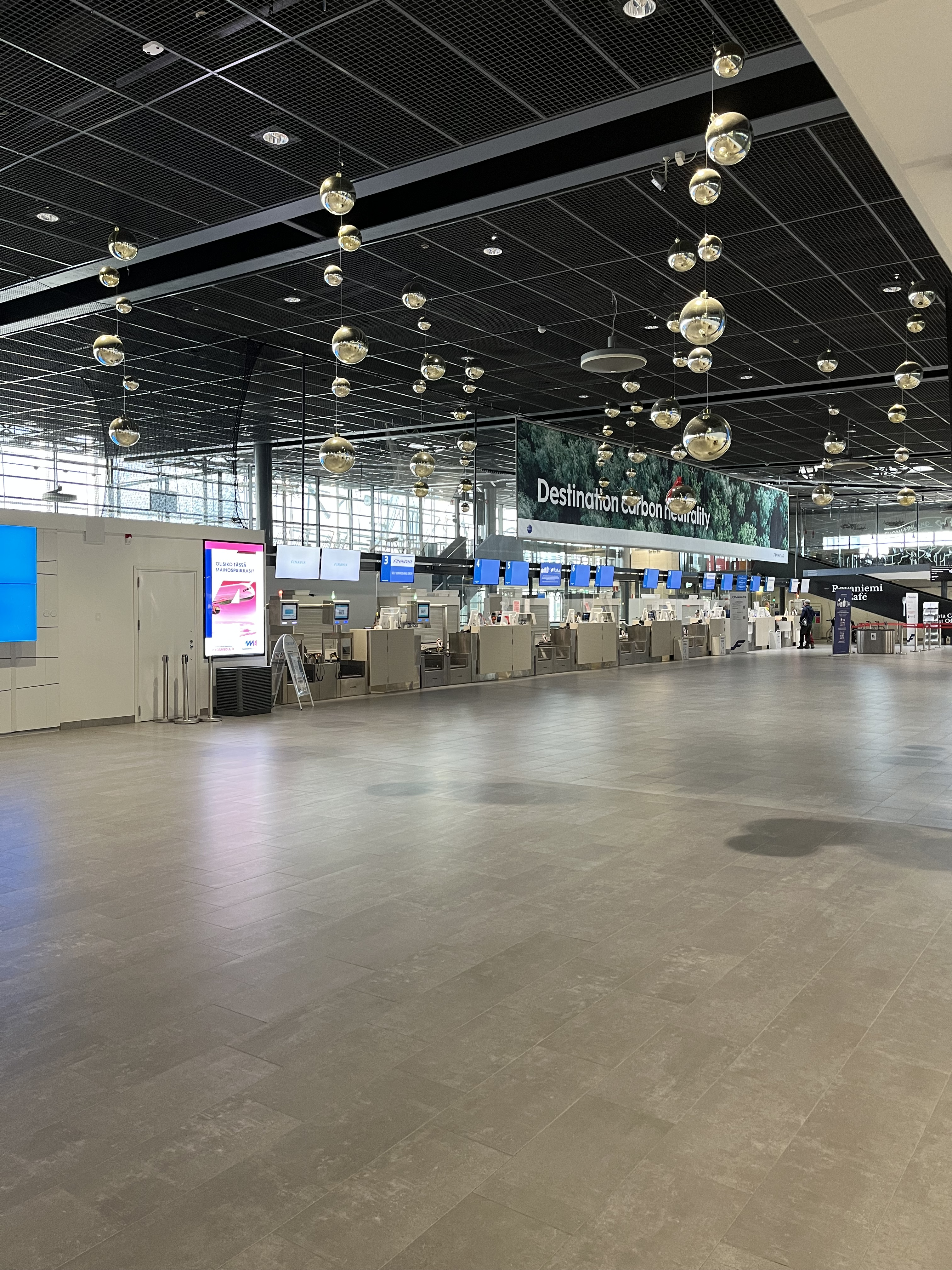
ターミナル内部
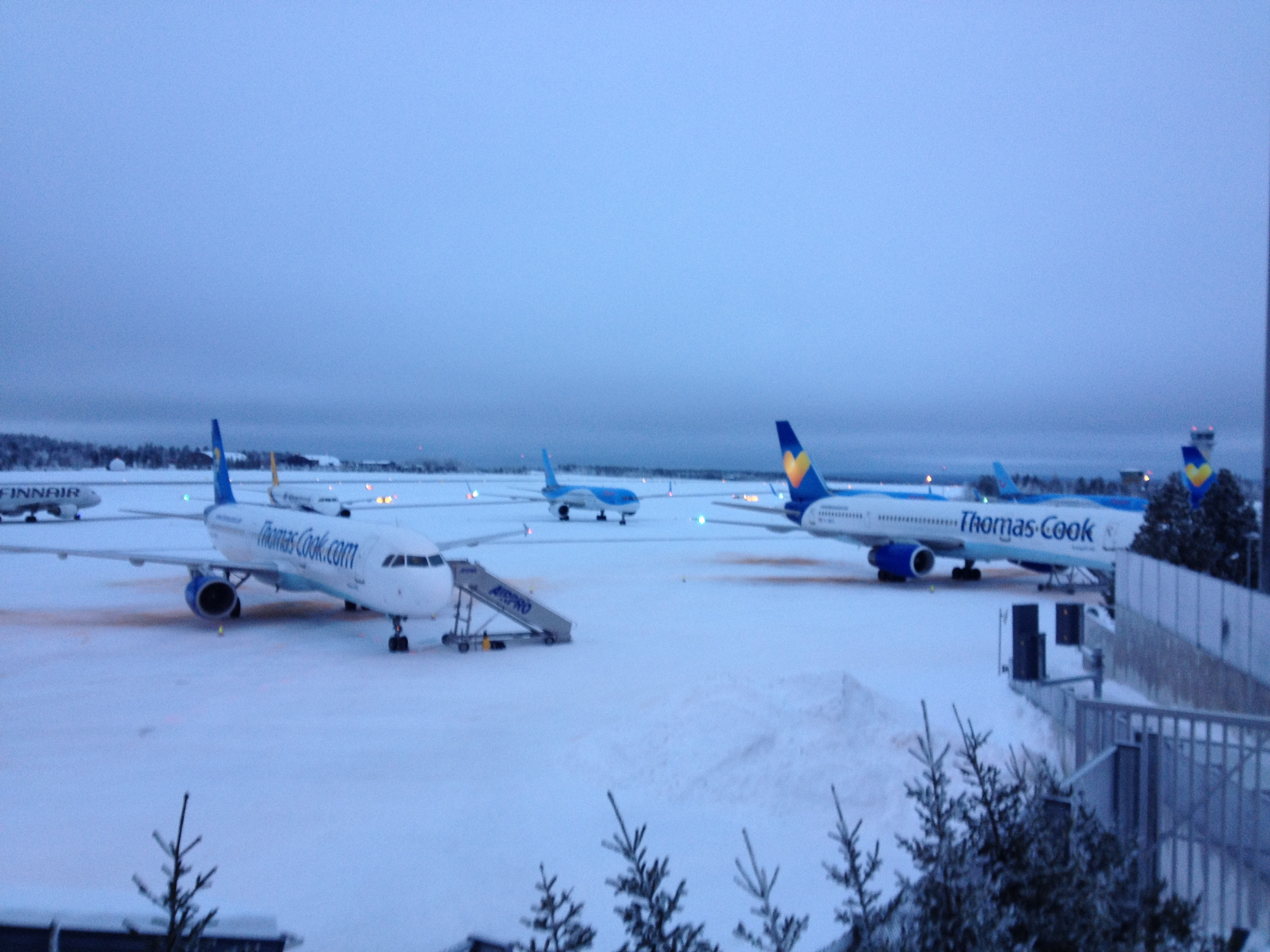
混雑するロヴァニエミ空港

## 就航航空会社と就航都市

### 国内線
| 航空会社                 | 就航地     |
| ------------------------ | ---------- |
| フィンエアー             | ヘルシンキ |
| ノルウェー・エアシャトル | ヘルシンキ |

### 国際線
| 航空会社                  | 就航地 |
| ------------------------- | --- |
| フィンエアー              | 季節運航:トロムソ |
| ライアンエアー            | ベルガモ 季節運航: ボーヴェ、シャルルロワ、ダブリン、リバプール、ロンドン/スタンステッド |
| エアリンガス              | 季節チャーター:ダブリン |
| イージージェット          | 季節運航 西欧:ロンドン/ガトウィック、ロンドン/ルートン、エディンバラ、バーミンガム、ブリストル、マンチェスター、アムステルダム、パリ/ド・ゴール、ニース、ボルドー、リヨン 中欧:ジュネーヴ、ベルリン/ブランデンブルク 南欧:ナポリ、ミラノ/マルペンサ |
| Jet2.com                  | 季節チャーター:ロンドン/ガトウィック、マンチェスター |
| TUIエアウェイズ           | 季節運航:ロンドン/ガトウィック、マンチェスター、ブリストル、バーミンガム、ニューカッスル・アポン・タイン |
| KLMオランダ航空           | 季節運航:アムステルダム |
| トランサヴィア            | 季節運航:パリ/オルリー |
| エールフランス            | 季節運航:パリ/ド・ゴール |
| ルクスエア                | 季節運航:ルクセンブルク |
| オーストリア航空          | 季節運航:ウィーン |
| エーデルワイス航空        | 季節チャーター:チューリッヒ |
| ルフトハンザドイツ航空    | 季節運航:フランクフルト |
| ユーロウイングス          | 季節運航:ベルリン/ブランデンブルク、デュッセルドルフ、ハンブルク、シュトゥットガルト |
| ネオス                    | 季節運航:ミラノ/マルペンサ、ローマ/フィウミチーノ |
| イベリア航空              | 季節運航:マドリード |
| ブエリング航空            | 季節運航:バルセロナ |
| ノルウェー・エアシャトル  | 季節運航:ロンドン/ガトウィック、ミュンヘン |
| スカンジナビア航空        | 季節運航:コペンハーゲン |
| イズレール航空            | 季節運航:テルアビブ |
| ターキッシュ エアラインズ | 季節運航:イスタンブール |
| コレンドン航空            | 季節チャーター:テルアビブ |
| サンエクスプレス          | 季節運航:イズミル |

## 統計
| 年   | 国内旅客 | 増減  | 国際旅客 | 増減  | 旅客者総数 | 増減  |
| 1998 | 286,548  | 0     | 41,104   | 0     | 327,652    | 0     |
| 1999 | 294,110  | 2.6   | 52,316   | 27.3  | 346,426    | 5.7   |
| 2000 | 288,343  | -2.0  | 55,790   | 6.6   | 344,133    | -0.7  |
| 2001 | 280,407  | -2.8  | 71,637   | 28.4  | 352,044    | 2.3   |
| 2002 | 257,043  | -8.3  | 83,061   | 15.9  | 340,104    | -3.4  |
| 2003 | 277,859  | 8.1   | 87,039   | 4.8   | 364,898    | 7.3   |
| 2004 | 289,145  | 4.1   | 105,405  | 21.1  | 394,550    | 8.1   |
| 2005 | 295,205  | 2.1   | 89,317   | -15.3 | 384,522    | -2.5  |
| 2006 | 330,910  | 12.1  | 101,372  | 13.5  | 432,282    | 12.4  |
| 2007 | 348,275  | 5.2   | 101,661  | 0.3   | 449,936    | 4.1   |
| 2008 | 308,870  | -11.3 | 91,697   | -9.8  | 400,567    | -11.0 |
| 2009 | 245,963  | -20.4 | 63,642   | -30.6 | 309,605    | -22.7 |
| 2010 | 246,464  | 0.2   | 63,244   | -0.6  | 309,708    | 0.0   |
| 2011 | 329,990  | 33.9  | 66,835   | 5.7   | 396,825    | 28.1  |
| 2012 | 345,763  | 4.8   | 58,129   | -13.0 | 403,892    | 1.8   |
| 2013 | 363,670  | 5.2   | 63,697   | 9.6   | 427,367    | 5.8   |
| 2014 | 376,183  | 3.4   | 68,378   | 7.3   | 444,561    | 4.0   |
| 2015 | 404,712  | 7.6   | 73,635   | 7.7   | 478,347    | 7.6   |
| 2016 | 397,799  | -1.7  | 90,058   | 22.3  | 487,857    | 2.0   |
| 2017 | 455,589  | 14.5  | 123,881  | 37.6  | 579,470    | 18.8  |
| 2018 | 512,033  | 12.4  | 132,111  | 6.6   | 644,144    | 11.2  |
| 2019 | 540,467  | 5.6   | 120,657  | -8.7  | 661,124    | 2.6   |
| 2020 | 219,259  | -59.4 | 48,863   | -59.5 | 268,122    | -59.4 |
| 2021 | 198,119  | -9.6  | 56,771   | 16.2  | 254,890    | -4.9  |
| 2022 | 401,694  | 102.8 | 159,040  | 180.1 | 560,734    | 120.0 |
| 2023 | 454,775  | 13.2  | 280,303  | 76.2  | 735,078    | 31.1  |
| 2024 | 527,773  | 16.0  | 420,418  | 50.0  | 948,151    | 29.0  |
| ---- | -------- | ----- | -------- | ----- | ---------- | ----- |

## 所在部隊
ロヴァニエミ空軍基地の区域には、以下のフィンランド空軍部隊が所在している。
- ラップランド航空団（英語版）隷下
  - 第11飛行隊（英語版） - F/A-18C/D